# Ylinenjärvi, Lappland
Ylinenjärvi är en sjö i Kiruna kommun i Lappland och ingår i Torneälvens huvudavrinningsområde. Sjön har en area på 0,18 kvadratkilometer och ligger 307 meter över havet. Sjön avvattnas av vattendraget Faulusankijoki.

## Delavrinningsområde
Ylinenjärvi ingår i det delavrinningsområde (752929-177521) som SMHI kallar för Utloppet av Ylinenjärvi. Medelhöjden är 315 meter över havet och ytan är 1,39 kvadratkilometer. Räknas de 3 avrinningsområdena uppströms in blir den ackumulerade arean 13,2 kvadratkilometer. Faulusankijoki som avvattnar avrinningsområdet har biflödesordning 3, vilket innebär att vattnet flödar genom totalt 3 vattendrag innan det når havet efter 316 kilometer. Avrinningsområdet består mestadels av skog (85 procent). Avrinningsområdet har 0,18 kvadratkilometer vattenytor vilket ger det en sjöprocent på 12,9 procent.